# Vilaboa
Vilaboa ist eine galicische Gemeinde in der Provinz Pontevedra im Nordwesten Spaniens mit 5.869 Einwohnern (Stand: 2024). 

## Geografie
Die Stadt liegt am Atlantischen Ozean, an der Bucht von San Simon (Ensenada de San Simon), und ist ein Teil der Ría de Vigo.

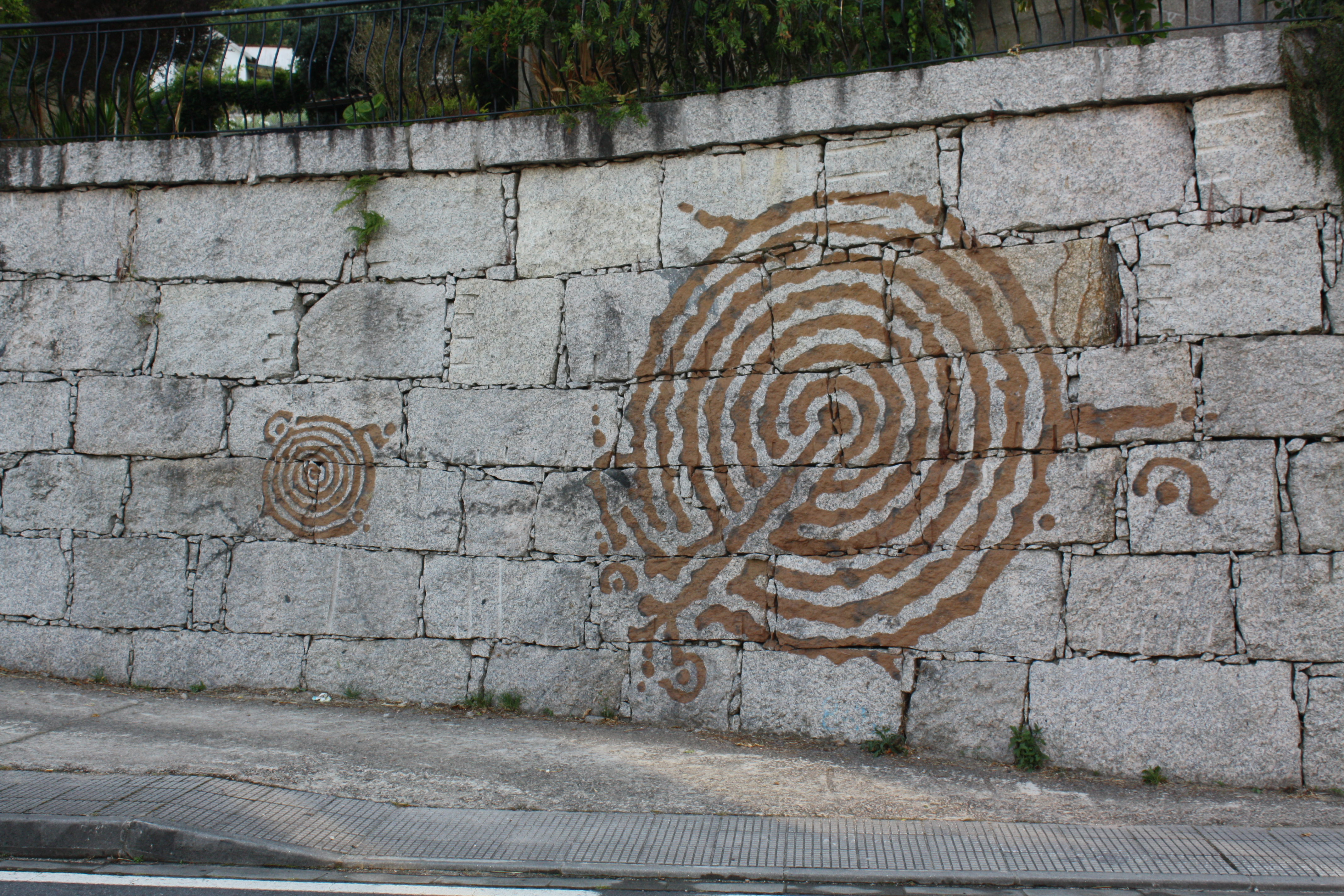
Petroglyphenzeichnung in Vilaboa

## Gemeindegliederung
Die Gemeinde Vilaboa ist in fünf Parroquias gegliedert:
| Parroquias               | Patrozinium    | Einwohner 2024 | Fläche km² | Dichte Einw./km² | Höhe msnm | Ortskennzahl |
| ------------------------ | -------------- | -------------- | ---------- | ---------------- | --------- | ------------ |
| Cobres                   | Santo Adrán    | 1.441          | 8,50       | 170              | 0         | 36058020000  |
| Figueirido               | Santo André    | 767            | 3,84       | 200              | 62        | 36058040000  |
| Santa Comba de Bértola   | Santa Comba    | 820            | 4,24       | 193              | 82        | 36058010000  |
| Santa Cristina de Cobres | Santa Cristina | 1.317          | 7,53       | 175              | 0         | 36058030000  |
| Vilaboa                  | San Martiño    | 1.605          | 12,62      | 127              | 33        | 36058050000  |

## Wirtschaft
| Ackerbau, Viehzucht und Fischerei                                                  | 0154  | 06,84  |
| Industrie                                                                          | 0402  | 017,85 |
| Bauwirtschaft                                                                      | 0237  | 010,52 |
| Dienstleistungsbetriebe                                                            | 1.459 | 064,79 |
| Total                                                                              | 2.252 | 100,00 |
| * Daten aus dem Statistischen Amt für Wirtschaftliche Entwicklung in Galicien, IGE |       |        |

## Persönlichkeiten
- Victor Moscoso (* 1936), spanisch-US-amerikanischer Künstler